# Ольгино Поле
Ольгино Поле — деревня в Псковском районе Псковской области. Входит в состав Серёдкинской волости. 
Расположена в 24 километрах к северу от Пскова и в 3 км к юго-востоку от деревни Верхолино.
Численность населения деревни по состоянию на 2000 год составляла 9 жителей.
До 1 января 2010 года деревня входила в состав ныне упразднённой Верхолинской волости.

## Топографические карты
- Лист карты O-35-XXIII Псков. Масштаб: 1 : 200 000. Издание 1967 г.